# Dianadema
Dianadema is een geslacht van tweekleppigen uit de  familie van de Clavagellidae.

## Soorten
- Dianadema japonica (Habe, 1981)
- Dianadema mascarenensis Oliver & Holmes, 2004
- Dianadema minima (G.B. Sowerby III, 1889)
- Dianadema mullerae (Kilburn, 1974)
- Dianadema multangularis (Tate, 1887)
- Dianadema torresi (Smith, 1885)